# أبو القاسم سمكو
أبو القاسم سمكو حاكم دولة بني مدرار الصفرية المستقلة عن الخلافة العباسية تقلد مقاليد الحكم عام 155 هجري بعد عيسى بن يزيد الأسود واستمر حكمه لغاية عام 168 هجري

## حياته
هو أبو القاسم بن سمكو بن واسول بن نزول المكناسي، من قبيلة مكناسة: أول من تولى الإمارة من أصول بني مدرار كان أبوه (سمكو) من المتفقهين في الدين، رحل إلى المدينة، وأخذ عن بعض التابعين. ونشأ صاحب الترجمة في بيت ثروة ووجاهة في قبيلته. وكانت له ماشية كثيرة، من غنم وسواه. وكثيرا ما يأتي ببعض ماشيته إلى (سوق) كانت تقام في البقعة التي بنيت عليها مدينة (سجلماسة) بعد ذلك. وكثر تردد البربر من مكناسة إلى تلك السوق، ونصب بعضهم خياما فيها للإقامة.

## حكمه
كان مذهب الصفرية بدأ ينتشر في قبائل مكناسة، فاتفق جماعة من معتنقيه، ومعهم أبو القاسم على تأمير فقيه منهم اسمه عيسى ابن يزيد فأمروه، واستقروافي تلك الأرض فبدأ عمران سجلماسة’ سنة 140هـ-757م. ثم أنكروا على أميرهم أشياء فعزلوه وقتلوه نحو سنة 157 وبايعوا (أبا القاسم) بالإمارة

## وفاته
مات سنة 168 هجري فجأة  في آخر ركعة من صلاة العشاء. قال ابن خلدون:
| أبو القاسم سمكو | وكان إباضيأ صفريا، وخطب في عمله للمنصور والمهدي من بنى العباس | أبو القاسم سمكو |